# كوجي روئين (موسوعة)
موسوعة كوجي روئين (باللغة اليابانية: 古事類苑) هي موسوعة يابانية ضخمة أُنجزت بمبادرة من حكومة حقبة ميجي، بهدف جمع وتوثيق المعارف اليابانية التقليدية من مصادرها الأصلية. اعتمدت الموسوعة على الوثائق التاريخية المتنوعة بوصفها مصادر أساسية، وصُنّفت محتوياتها وفق موضوعات متعدّدة تغطي ميادين الثقافة، والدين، والأدب، والتقاليد، والقانون، وغيرها من نواحي الحياة في اليابان القديمة. امتدّ مشروع جمع هذه الموسوعة من عام 1896 حتى عام 1914، وأثمر عن إصدار ألف مجلد، ممّا يجعلها من أضخم المشاريع الموسوعية في التاريخ الياباني.